# Eucarida
Super-ordre
Eucarida est un super-ordre de crustacés de la classe des malacostracés.
Le super-ordre des Eucarida a été créé par William Thomas Calman (1871-1952) en 1904.

## Caractéristique
Une carapace recouvre et est soudée à tous les segments thoraciques. Chez les décapodes en particulier, les trois premières paires de péréiopodes (appendices sur les trois premiers segments du thorax) sont céphalisées. Certaines espèces ne font pas de distinction entre la tête et le thorax, nous avons donc un corps formé de deux parties: un céphalothorax et un abdomen. 

## Liste des ordres
Selon World Register of Marine Species (11 mars 2017) :
- Decapoda Latreille, 1802 — crabes, crevettes, écrevisses, homards, langoustes, galathées
- Euphausiacea Dana, 1852 — krill

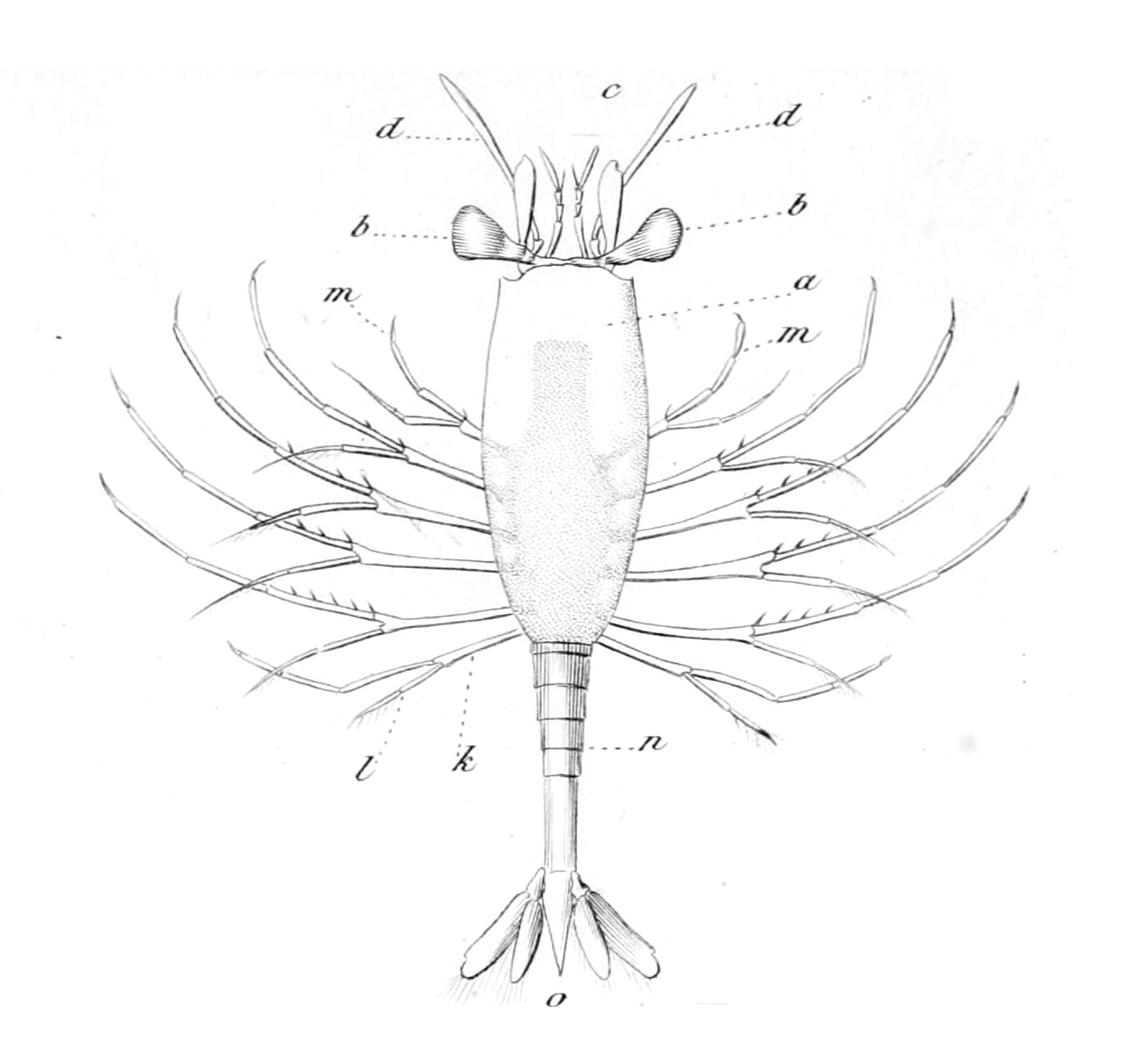
Amphionides reynaudii, l'unique Amphionidacea connu
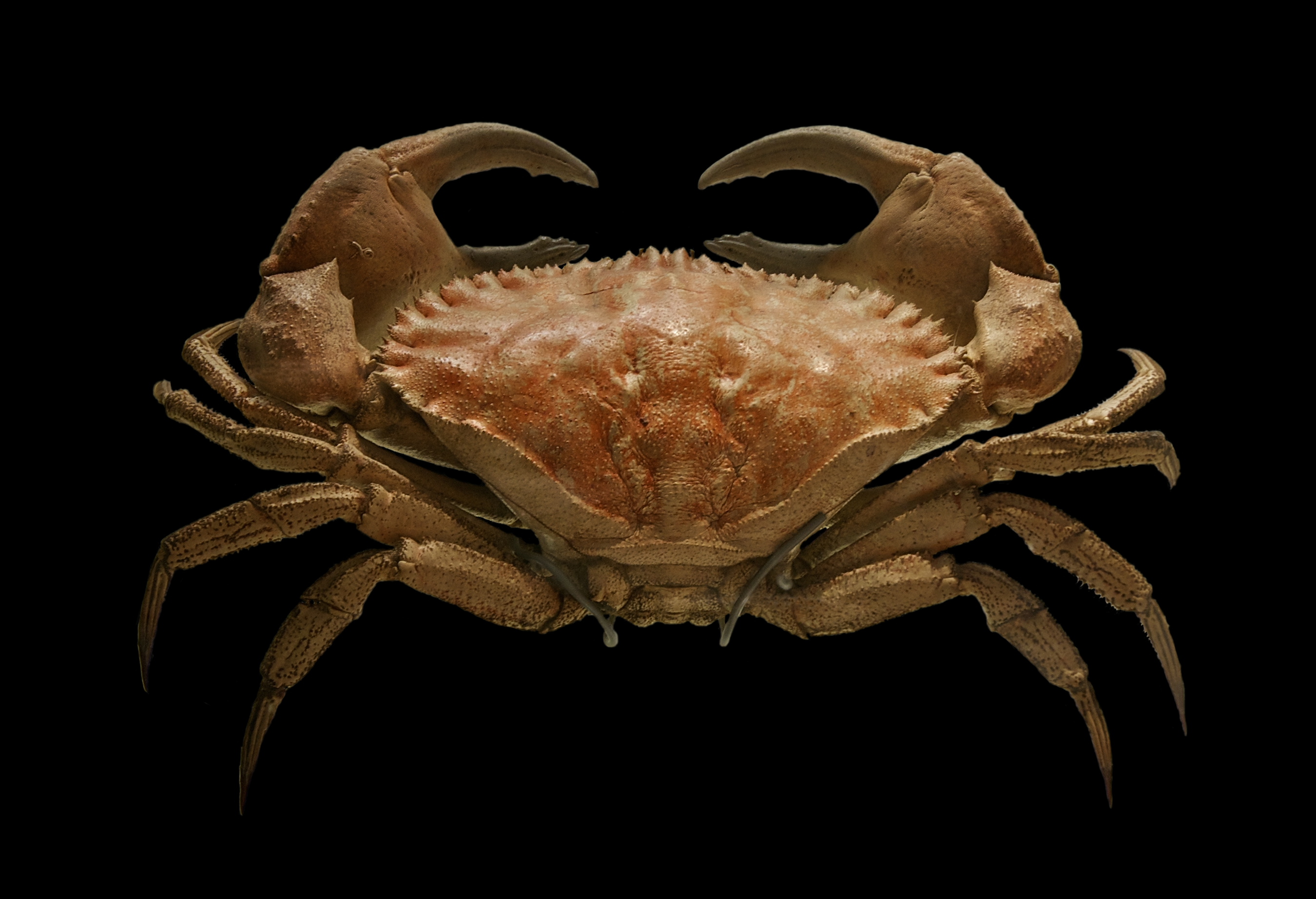
Crabe Cancer bellianus, un décapode
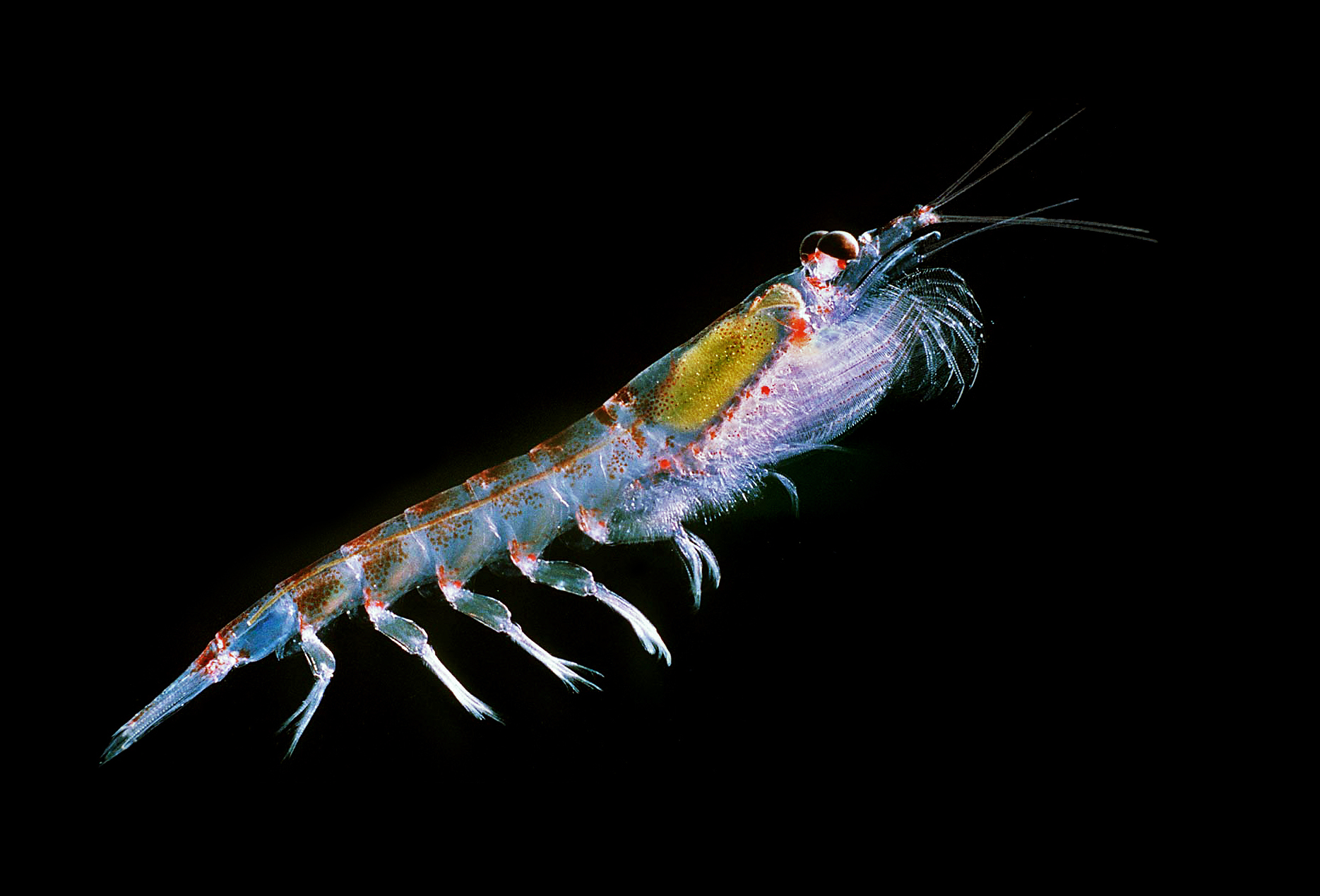
Krill antarctique Euphausia superba, un Euphausiacea